# Gesellschaft für Zeitgenössische Musik Aachen
Die Gesellschaft für Zeitgenössische Musik Aachen e. V. (GZM) ist eine Vereinigung von Musikschaffenden und Musikinteressierten, die das Ziel verfolgen, für den aktuellen Jazz, die Improvisierte Musik und die zeitgenössisch komponierte Musik in Aachen ein Forum bereitzustellen. Dies beinhaltet Konzerte, Vorträge, Diskussionsforen, Workshops und die musikpädagogische Arbeit in der vereinseigenen freien Musikschule music loft.

## Geschichte

### Aufbauphase
Anfang 1987 führten Aachener Musiker Gespräche mit der Freien Jazzhaus-Schule Köln über die Möglichkeiten einer ähnlichen freien Musikschule für Aachen. Auch mit dem Kulturdezernat wurde über den Projektvorschlag Jazz Schule Aachen gesprochen. Um das Projekt in einen größeren Zusammenhang einzubinden, kam es im Februar 1988 zur Gründung der Gesellschaft für Zeitgenössische Musik Aachen e.V. (GZM). Vereinsziel war, den Jazz, die Improvisierte Musik und die zeitgenössisch komponierte Musik zu fördern. Dies sollte sowohl mit Konzerten als auch durch die Einrichtung einer vereinseigenen Freien Musikschule geschehen. Die GZM stellte sich der Öffentlichkeit als Veranstalter erstmals ab November 1988 mit den nun jährlich stattfindenden Euregio-Musiktagen vor. Im Februar 1989 begann in den Räumlichkeiten des Jakobshofs die musikpädagogische Arbeit der GZM mit dem ersten Semester der Freien Musikschule music loft. Über das erste Semesterabschlusskonzert von music loft mit 70 Teilnehmern berichteten WDR 3 (Fernsehen) und die lokale Presse. Diverse Bemühungen um eigene Räumlichkeiten blieben zunächst erfolglos. Schließlich beschloss der Kulturausschuss im Dezember 1991, bei einer Planung für das Kulturhaus Barockfabrik in Aachen (Löhergraben) die GZM zu berücksichtigen. Für eine Übergangsphase wurden hier nun Räumlichkeiten zur Verfügung gestellt. Da nicht zuletzt die personelle Infrastruktur von music loft ab 1993 verbessert wurde, erhöhte sich das öffentliche Interesse, so dass die lokale und überregionale Presse die Aktivitäten in zunehmendem Maße wahrnahmen. Neben den inzwischen etablierten 10. Euregio-Musiktagen im Oktober 1997 organisierte die GZM Einzelkonzerte, die in unregelmäßigen Abständen stattfanden.

### GZM in der Aachener Klangbrücke
Da die Kulturpolitik 1994 signalisierte, dass es künftig im traditionsreichen Alten Kurhaus Räumlichkeiten für die GZM geben könnte, fand dort am 5. Februar 1995 auf Initiative des Schulleiters von music loft und späteren GZM-Geschäftsführers Lutz Felbick die Gründungsversammlung des StattOrchesters Aachen statt. Diese Veranstaltung stellte an der früheren Aachener Wirkungsstätte von Herbert von Karajan und Peter Raabe in einem Konzert und einem Vortrag die Notwendigkeit einer dauerhaften Förderung des Jazz heraus. Die Veranstaltung trug den Titel Auf den Spuren Karajans? Dass der höchst umstrittene Raabe in Aachen bereits 1927 einen Verein zur Pflege Neuer Musik gegründet hatte, war der GZM zu diesem Zeitpunkt noch nicht bekannt. Ein Nutzungsvertrag der GZM wurde erst 1998 vereinbart für einen separaten Veranstaltungsbereich innerhalb des Alten Kurhauses, für den die GZM die Bezeichnung „Klangbrücke“ vorgeschlagen hatte. Mit einer von der GZM organisierten Eröffnungswoche vom 9. bis 21. Mai 1998 war der Einzug der GZM in die Klangbrücke besiegelt. Zum 10-jährigen Jubiläum stellte music loft seine Arbeit 1999 in besonderen Veranstaltungen vor. Neben zahlreichen Einzelkonzerten gab es überregional beachtete Veranstaltungen, wie z. B. die Aachener Messiaen-Tage im Mai 2001. Auch weitere Festivals (z. B. MIDIVISI, Stockhausen-Festival), die Angebote zum 25-jährigen Jubiläum der GZM, Workshops und Komponistenportraits bereicherten das Veranstaltungsangebot. Beim Jubiläumskonzert 25 Jahre music loft am 21. September 2014 wurde der Öffentlichkeit die Vielfalt der Angebote vom Unterricht in instrumentalen und vokalen Fächern, Grundlagenfächern, Ergänzungsfächern, Ensemblefächern und Workshops inklusive der dortigen musikalischen Leistungen vorgestellt. Die GZM wurde wegen ihres vorbildlichen Konzeptes vielfach mit der Spielstättenförderung des Landes NRW ausgezeichnet.

## Struktur
Die GZM hat mit dem Veranstaltungsort Klangbrücke für das seit 1988 von der GZM veranstaltete jährliche In Front Festival (bis 1996 als Euregio Musiktage) einen festen Spielort gefunden. Mit zahlreichen weiteren Veranstaltungen trägt die GZM zur Vielfalt des Aachener Musiklebens bei. Mehrere Probenräume für die Freie Musikschule music loft und Räume für die Verwaltung befinden sich ebenfalls in der Klangbrücke. Seit 1993 verfügt die GZM über eine stabile personelle Infrastruktur. 2007 erfolgte die Gründung des Fördervereins von music loft. Durch vielfache Vernetzungen mit ähnlichen Initiativen der Euregio Maas-Rhein und Zusammenarbeit mit den Institutionen der öffentlichen Kulturförderung hat sich die GZM inzwischen einen dauerhaften Platz in der Aachener Kulturlandschaft geschaffen.